# Peter V. (Portugal)
Peter V. (portugiesisch Dom Pedro de Alcântara Maria Fernando Miguel Rafael Gonzaga Xavier João António Leopoldo Víctor Francisco de Assis Júlio Amélio de Saxe-Coburgo-Gotha e Bragança; * 16. September 1837 in Lissabon; † 11. November 1861 in Lissabon) war König von Portugal aus dem Hause Sachsen-Coburg und Gotha und regierte von 1853 bis 1861.

## Leben

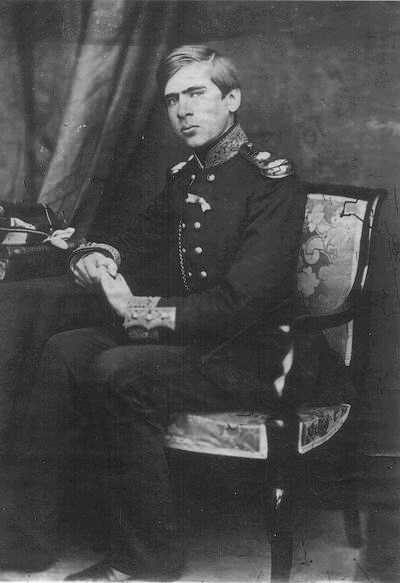
König Peter V. von Portugal

Peter V. war der älteste Sohn von Königin Maria II. (1819–1853) von Portugal und deren Gemahl Ferdinand II. von Sachsen-Coburg-Gotha. Wegen des frühen Todes seiner Mutter bestieg er bereits als 16-Jähriger den portugiesischen Thron. Während seiner Minderjährigkeit führte sein Vater, Ferdinand II., für ihn die Regentschaft, 1855 begann er eigenständig zu regieren.
Noch im selben Jahr entließ er den Ministerpräsidenten, den Herzog von Saldanha, der während der Herrschaft seiner Mutter und der Regentschaft seines Vaters über viele Jahre die portugiesische Politik entscheidend geprägt hatte. Peter V. ernannte mit dem Herzog von Loulé von der Progressiven Partei zum ersten Mal seit 1842 wieder einen linksliberalen Politiker („Setembrist“) zum Regierungschef. Während seine Eltern einseitig konservativ rechtsliberalen Politikern den Vorzug gegeben hatten („Cartisten“, Regenerationspartei), begann Peter V. mit einem System, das später „Rotativismus“ genannt werden sollte und bei dem darauf geachtet wurde, dass die Vertreter beider großen Parteien abwechselnd und ungefähr für die gleiche Zeit an die Regierung kamen. Dieses System wurde von den Nachfolgern Peters beibehalten und galt im Großen und Ganzen bis zum Ende der portugiesischen Monarchie 1910.
1856/57 wurde Lissabon von einer schrecklichen Cholera-Epidemie heimgesucht. Anders als viele Adlige und Reiche floh Peter V. nicht aus der Stadt, sondern besuchte Krankenhäuser und sprach den Kranken Trost zu, ohne sich um die Gefahr einer möglichen Ansteckung zu kümmern. Durch dieses selbstlose Verhalten stieg die Popularität des jungen Königs im Volk; Peter wurde „o rei santo“, der heilige König, genannt.
Am 18. Mai 1858 heiratete König Peter V. Stephanie, eine geborene Prinzessin von Hohenzollern-Sigmaringen, in Lissabon. Stephanie wurde begleitet von ihrem Bruder Leopold von Hohenzollern und dem preußischen Oberzeremonienmeister Rudolf von Stillfried-Rattonitz. 
Die weitere Regentschaft des Königs verlief tragisch. Die junge Königin starb bereits ein Jahr nach ihrer Hochzeit. Wegen dieses Todes und dem eines guten Freundes verfiel der König in schwere Depressionen.
1861 erkrankten der König und zwei seiner Brüder während einer Reise an einer Fieberepidemie. Zunächst starb sein jüngerer Bruder Ferdinand, fünf Tage später auch Peter selbst, im Alter von nur 24 Jahren. Wenige Wochen später erlag auch noch Prinz Johann, ein weiterer jüngerer Bruder, der Krankheit. 
Peter starb ohne Kinder am 11. November 1861. Der Thron fiel deshalb an einen weiteren jüngeren Bruder, Ludwig I. (1861–1889). Die Beerdigung erfolgte 10 oder Tage später.
| Vorgängerin | Amt                          | Nachfolger |
| ----------- | ---------------------------- | ---------- |
| Maria II.   | König von Portugal 1853–1861 | Ludwig I.  |